# Danh sách hồ tại Việt Nam
Dưới đây là danh sách các hồ chứa nước ở Việt Nam. Danh sách này liệt kê chủ yếu các hồ nhân tạo.
| Tên công trình               | Năm xây dựng | Loại đập | Chiều cao Hmax | Hình thức tràn                                     | Qxả max (m³/s) | Dung tích toàn bộ (106m³) | Dung tích hữu ích (106m³) |
| ---------------------------- | ------------ | -------- | -------------- | -------------------------------------------------- | -------------- | ------------------------- | ------------------------- |
| Hồ chứa nước núi Cốc         | 1973-1982    | A        | 27             | Tràn có cửa, kiểu máng phun                        | 850            | 175,5                     | 168                       |
| Hồ chứa nước Cấm Sơn         | 1966-1974    | A        | 41,5           | Tràn có van điều khiển, TN máng phun               | 726,84         | 338                       | 227,7                     |
| Hồ chứa nước Suối Hai        | 1958-1964    | A        | 29             | Tràn tự do                                         | 80             | 46,5                      | 42                        |
| Hồ chứa nước Đồng Mô-Hải Sơn | 1969-1974    | A        | 20             | Tràn có cửa, tiêu năng đáy                         | 90             | 110                       | 58,04                     |
| Hồ chứa nước Xạ Hương        | 1977-1982    | A        | 41             | Tràn có cửa, TN bằng mũi phun                      | 259            | 14,2                      | 12,7                      |
| Hồ chứa nước Đại Lải         | 1959-1961    | A        | 12,5           | Tràn đỉnh rộng                                     | 474,6          | 34,5                      | 20,7                      |
| Hồ chứa nước Kẻ Gỗ           | 1976-1988    | A        | 37,4           | Tràn có cánh cửa hình cung                         | 1.065          | 425                       | 345                       |
| Hồ chứa nước Sông Rác        | 1987-1996    | A        | 26,8           | Tràn dốc nước, TN mũi phun                         | 780            | 124,5                     | 109,8                     |
| Hồ chứa nước Phú Vinh        | 1993-1995    | A        | 20             | BTCT M200, tiêu năng bằng mũi phun                 | 380            | 22,364                    | 19,164                    |
| Hồ chứa nước An Mã           |              | A        | 27,5           | Tràn Ôphixêrốp, không chân không                   |                | 67,646                    | 63,846                    |
| Hồ chứa nước Hòa Mỹ          | 1990-1992    | A        | 29,6           | Tràn tự do, TN bằng mũi phun                       | 670            | 9,67                      | 8,97                      |
| Hồ chứa nước Đồng Nghệ       | 1990-1996    | A        | 25             | Tràn tự do, máng bên, TN bằng mũi phun             | 350            | 17,17                     | 15,87                     |
| Hồ chứa nước Phú Ninh        |              | A        | 40             | Tràn tự do, xả mặt                                 | 401            | 344                       | 273                       |
| Hồ chứa nước Núi Một         | 1978-1980    | A        | 32,5           | Tràn xả sâu, TN bằng mũi phun                      | 254            | 138,7                     | 111                       |
| Hồ chứa nước Thuận Ninh      | 1992-1996    | A        | 28,7           | Tràn có cửa van, TN mũi phun                       | 600            | 35,36                     | 32,26                     |
| Hồ chứa nước Ayun Hạ         | 1990-1999    | A        | 36             | Tràn Ôphixêrốp, TN máng phun                       | 1.237          | 253                       | 201                       |
| Hồ chứa nước Cam Ranh        | 1996         | A        | 23,2           | Tràn thực dụng, có cửa van điều tiết               | 539            | 22,1                      | 19,39                     |
| Hồ chứa nước Đạ Tẻh          | 1986-1996    | A        | 27,3           | Tràn BTCT                                          | 618            | 24                        | 19,19                     |
| Hồ chứa nước Tuyền Lâm       | 1982-1987    | A        | 32             | Ngưỡng tràn đỉnh rộng, nối tiếp dốc nước, bậc nước | 500            | 10,6                      | 9,6                       |
| Hồ chứa nước Cà Giây         | 1996-2000    | A        | 25,4           | Tràn tự do, TN bằng mũi phun                       | 304            | 36,63                     | 29,43                     |
| Hồ chứa nước Sông Quao       | 1988-1997    | A        | 40             | BTCT, tiêu năng bằng mũi phun                      | 1.058          | 73                        | 67                        |
| Đập Tân Giang                |              | E        |                |                                                    |                |                           |                           |
| Sông Lòng Sông               |              | E        |                |                                                    |                |                           |                           |
| Đa Nhim                      |              | E        |                |                                                    |                |                           |                           |
| Hồ chứa nước Dầu Tiếng       | 1981-1985    | A        | 28             | BTCT, tiêu năng bằng mũi phun                      | 2.800          | 1.580                     | 1.110                     |
| Hồ Easoupe Thượng            | 2002-2005    | A        | 27             | Tràn có cửa, mũi phun                              | 792            | 146,94                    | 135,94                    |
| Hồ Krong Buk Hạ              | 2006-2010    | A        | 33             | Tràn có cửa, tiêu năng mặt                         | 1.020          | 109,3                     | 95,7                      |
| Hồ Iamơ                      | 2006-2010    | A        | 32             | Tràn có cửa, thực dụng + Dốc nước                  | 654            | 177,8                     | 162,5                     |
| Hồ Iam'lá                    | 2006-2010    | A        | 38             | Có cửa, Dốc nước + Mũi phun                        | 714            | 54,15                     | 48,64                     |
| Hồ Sông Ray                  | 2006-2010    | A        | 35             | Có cửa, Dốc nước + Tiêu năng đáy                   | 2.400          | 215                       | 196,5                     |
| Hồ Định Bình                 | 2003-2006    | D        | 50             |                                                    |                |                           |                           |
| Hồ Cửa Đặt                   | 2004-2009    | C        | 118,5          | Dốc nước + Tiêu năng đáy                           | 11.594         | 1.364,8                   | 1.070,8                   |
| Hồ Nước Trong                | 2006-2010    | D        | 72             |                                                    |                |                           |                           |
| Hồ Tả Trạch                  | 2006-2010    | A        | 56             |                                                    |                |                           |                           |
| Thủy điện Thác Bà            |              | E        |                |                                                    |                |                           |                           |
| Thủy điện Hòa Bình           | 1979-1994    | B        | 128            | Tràn BT 12 cửa xả mặt và 6 cửa xả đáy              | 35.400         | 9.450                     | 5.600                     |
| Thủy điện Trị An             | 1984-1991    | A        | 40             | Đập bê tông trọng lực                              |                | 2.765                     | 2.547                     |
| Thủy điện Yaly               | 1993-2001    |          | 69             | Tràn có cửa                                        | 13.733         |                           | 779                       |
| Thủy điện Thác Mơ            | 1997         | B        | 46             | có cửa, dốc nước + mũi phun                        |                |                           |                           |
| Thủy điện Cần Đơn            | 1999         | B        | 70             |                                                    |                |                           |                           |
| Thủy điện Sroc-Phumieng      | 2002         | A        | 31             | Tiêu năng đáy                                      |                |                           |                           |
| Thủy lợi Phước Hòa           | 2006-2010    | A        | 28             | có cửa, tiêu năng đáy                              |                |                           |                           |
| Thủy điện Hàm Thuận          | 1996-2001    | B        | 93,5           | Dốc nước + mũi phun                                |                |                           |                           |
| Thủy điện Đami               | 1997-2001    | B        | 80             | Tràn bên tự do                                     |                |                           |                           |
| Thủy điện Đại Ninh           | 2003-2007    | B        | 54             | Có cửa, Dốc nước + mũi phun                        | 7.900          |                           |                           |
| Thủy điện Plie-Krong         | 2004-2008    | D        |                |                                                    |                |                           |                           |
| Thủy điện A Vương            | 2004-2008    | D        | 72             | có cửa + Dốc nước                                  |                | 343,5                     | 266,5                     |
| Thủy điện Quảng Trị          | 2003-2007    | D        | 70             | Có cửa + Dốc nước + mũi phun                       |                |                           |                           |
| Thủy điện Tuyên Quang        | 2002-2007    | C        | 92,2           |                                                    |                |                           |                           |
| Thủy điện Đồng Nai 3         | 2005-2009    | D        | 108            | có cửa + mũi phun                                  | 10.400         |                           |                           |
| Thủy điện Đồng Nai 4         | 2005-2010    | D        | 128            | có cửa + mũi phun                                  | 10.000         |                           |                           |
| Sêsan 3                      |              | D        |                |                                                    |                |                           |                           |
| Sêsan 4                      |              | D        |                |                                                    |                |                           |                           |
| Sơn La                       | 2006-2010    | D        | 138,1          |                                                    |                | 9.260                     |                           |
| Bản Vẽ                       | 2005-2009    | D        | 137            |                                                    |                | 1.800                     |                           |
| Sông Ba Hạ                   | 2005-2010    | D        | 50             |                                                    |                | 349,7                     |                           |